# 1732
Portal Geschichte | Portal Biografien | Aktuelle Ereignisse | Jahreskalender | Tagesartikel

◄ |
17. Jahrhundert |
18. Jahrhundert
| 19. Jahrhundert | ►

◄ |
1700er |
1710er |
1720er |
1730er
| 1740er | 1750er | 1760er | ►

◄◄ |
◄ |
1728 |
1729 |
1730 |
1731 |
1732
| 1733 | 1734 | 1735 | 1736 | ► | ►►
Staatsoberhäupter  · Nekrolog   · Musikjahr
| Januar | Januar | Januar | Januar | Januar | Januar | Januar | Januar |
| Kw     | Mo     | Di     | Mi     | Do     | Fr     | Sa     | So     |
| ------ | ------ | ------ | ------ | ------ | ------ | ------ | ------ |
| 1      |        | 1      | 2      | 3      | 4      | 5      | 6      |
| 2      | 7      | 8      | 9      | 10     | 11     | 12     | 13     |
| 3      | 14     | 15     | 16     | 17     | 18     | 19     | 20     |
| 4      | 21     | 22     | 23     | 24     | 25     | 26     | 27     |
| 5      | 28     | 29     | 30     | 31     |        |        |        |

| Februar | Februar | Februar | Februar | Februar | Februar | Februar | Februar |
| Kw      | Mo      | Di      | Mi      | Do      | Fr      | Sa      | So      |
| ------- | ------- | ------- | ------- | ------- | ------- | ------- | ------- |
| 5       |         |         |         |         | 1       | 2       | 3       |
| 6       | 4       | 5       | 6       | 7       | 8       | 9       | 10      |
| 7       | 11      | 12      | 13      | 14      | 15      | 16      | 17      |
| 8       | 18      | 19      | 20      | 21      | 22      | 23      | 24      |
| 9       | 25      | 26      | 27      | 28      | 29      |         |         |

| März | März | März | März | März | März | März | März |
| Kw   | Mo   | Di   | Mi   | Do   | Fr   | Sa   | So   |
| ---- | ---- | ---- | ---- | ---- | ---- | ---- | ---- |
| 9    |      |      |      |      |      | 1    | 2    |
| 10   | 3    | 4    | 5    | 6    | 7    | 8    | 9    |
| 11   | 10   | 11   | 12   | 13   | 14   | 15   | 16   |
| 12   | 17   | 18   | 19   | 20   | 21   | 22   | 23   |
| 13   | 24   | 25   | 26   | 27   | 28   | 29   | 30   |
| 14   | 31   |      |      |      |      |      |      |

| April | April | April | April | April | April | April | April |
| Kw    | Mo    | Di    | Mi    | Do    | Fr    | Sa    | So    |
| ----- | ----- | ----- | ----- | ----- | ----- | ----- | ----- |
| 14    |       | 1     | 2     | 3     | 4     | 5     | 6     |
| 15    | 7     | 8     | 9     | 10    | 11    | 12    | 13    |
| 16    | 14    | 15    | 16    | 17    | 18    | 19    | 20    |
| 17    | 21    | 22    | 23    | 24    | 25    | 26    | 27    |
| 18    | 28    | 29    | 30    |       |       |       |       |

| Mai | Mai | Mai | Mai | Mai | Mai | Mai | Mai |
| Kw  | Mo  | Di  | Mi  | Do  | Fr  | Sa  | So  |
| --- | --- | --- | --- | --- | --- | --- | --- |
| 18  |     |     |     | 1   | 2   | 3   | 4   |
| 19  | 5   | 6   | 7   | 8   | 9   | 10  | 11  |
| 20  | 12  | 13  | 14  | 15  | 16  | 17  | 18  |
| 21  | 19  | 20  | 21  | 22  | 23  | 24  | 25  |
| 22  | 26  | 27  | 28  | 29  | 30  | 31  |     |

| Juni | Juni | Juni | Juni | Juni | Juni | Juni | Juni |
| Kw   | Mo   | Di   | Mi   | Do   | Fr   | Sa   | So   |
| ---- | ---- | ---- | ---- | ---- | ---- | ---- | ---- |
| 22   |      |      |      |      |      |      | 1    |
| 23   | 2    | 3    | 4    | 5    | 6    | 7    | 8    |
| 24   | 9    | 10   | 11   | 12   | 13   | 14   | 15   |
| 25   | 16   | 17   | 18   | 19   | 20   | 21   | 22   |
| 26   | 23   | 24   | 25   | 26   | 27   | 28   | 29   |
| 27   | 30   |      |      |      |      |      |      |

| Juli | Juli | Juli | Juli | Juli | Juli | Juli | Juli |
| Kw   | Mo   | Di   | Mi   | Do   | Fr   | Sa   | So   |
| ---- | ---- | ---- | ---- | ---- | ---- | ---- | ---- |
| 27   |      | 1    | 2    | 3    | 4    | 5    | 6    |
| 28   | 7    | 8    | 9    | 10   | 11   | 12   | 13   |
| 29   | 14   | 15   | 16   | 17   | 18   | 19   | 20   |
| 30   | 21   | 22   | 23   | 24   | 25   | 26   | 27   |
| 31   | 28   | 29   | 30   | 31   |      |      |      |

| August | August | August | August | August | August | August | August |
| Kw     | Mo     | Di     | Mi     | Do     | Fr     | Sa     | So     |
| ------ | ------ | ------ | ------ | ------ | ------ | ------ | ------ |
| 31     |        |        |        |        | 1      | 2      | 3      |
| 32     | 4      | 5      | 6      | 7      | 8      | 9      | 10     |
| 33     | 11     | 12     | 13     | 14     | 15     | 16     | 17     |
| 34     | 18     | 19     | 20     | 21     | 22     | 23     | 24     |
| 35     | 25     | 26     | 27     | 28     | 29     | 30     | 31     |

| September | September | September | September | September | September | September | September |
| Kw        | Mo        | Di        | Mi        | Do        | Fr        | Sa        | So        |
| --------- | --------- | --------- | --------- | --------- | --------- | --------- | --------- |
| 36        | 1         | 2         | 3         | 4         | 5         | 6         | 7         |
| 37        | 8         | 9         | 10        | 11        | 12        | 13        | 14        |
| 38        | 15        | 16        | 17        | 18        | 19        | 20        | 21        |
| 39        | 22        | 23        | 24        | 25        | 26        | 27        | 28        |
| 40        | 29        | 30        |           |           |           |           |           |

| Oktober | Oktober | Oktober | Oktober | Oktober | Oktober | Oktober | Oktober |
| Kw      | Mo      | Di      | Mi      | Do      | Fr      | Sa      | So      |
| ------- | ------- | ------- | ------- | ------- | ------- | ------- | ------- |
| 40      |         |         | 1       | 2       | 3       | 4       | 5       |
| 41      | 6       | 7       | 8       | 9       | 10      | 11      | 12      |
| 42      | 13      | 14      | 15      | 16      | 17      | 18      | 19      |
| 43      | 20      | 21      | 22      | 23      | 24      | 25      | 26      |
| 44      | 27      | 28      | 29      | 30      | 31      |         |         |

| November | November | November | November | November | November | November | November |
| Kw       | Mo       | Di       | Mi       | Do       | Fr       | Sa       | So       |
| -------- | -------- | -------- | -------- | -------- | -------- | -------- | -------- |
| 44       |          |          |          |          |          | 1        | 2        |
| 45       | 3        | 4        | 5        | 6        | 7        | 8        | 9        |
| 46       | 10       | 11       | 12       | 13       | 14       | 15       | 16       |
| 47       | 17       | 18       | 19       | 20       | 21       | 22       | 23       |
| 48       | 24       | 25       | 26       | 27       | 28       | 29       | 30       |

| Dezember | Dezember | Dezember | Dezember | Dezember | Dezember | Dezember | Dezember |
| Kw       | Mo       | Di       | Mi       | Do       | Fr       | Sa       | So       |
| -------- | -------- | -------- | -------- | -------- | -------- | -------- | -------- |
| 49       | 1        | 2        | 3        | 4        | 5        | 6        | 7        |
| 50       | 8        | 9        | 10       | 11       | 12       | 13       | 14       |
| 51       | 15       | 16       | 17       | 18       | 19       | 20       | 21       |
| 52       | 22       | 23       | 24       | 25       | 26       | 27       | 28       |
| 1        | 29       | 30       | 31       |          |          |          |          |

| Januar | Januar | Januar | Januar | Januar | Januar | Januar | Januar |
| Kw     | Mo     | Di     | Mi     | Do     | Fr     | Sa     | So     |
| ------ | ------ | ------ | ------ | ------ | ------ | ------ | ------ |
| 1      |        | 1      | 2      | 3      | 4      | 5      | 6      |
| 2      | 7      | 8      | 9      | 10     | 11     | 12     | 13     |
| 3      | 14     | 15     | 16     | 17     | 18     | 19     | 20     |
| 4      | 21     | 22     | 23     | 24     | 25     | 26     | 27     |
| 5      | 28     | 29     | 30     | 31     |        |        |        |

| Februar | Februar | Februar | Februar | Februar | Februar | Februar | Februar |
| Kw      | Mo      | Di      | Mi      | Do      | Fr      | Sa      | So      |
| ------- | ------- | ------- | ------- | ------- | ------- | ------- | ------- |
| 5       |         |         |         |         | 1       | 2       | 3       |
| 6       | 4       | 5       | 6       | 7       | 8       | 9       | 10      |
| 7       | 11      | 12      | 13      | 14      | 15      | 16      | 17      |
| 8       | 18      | 19      | 20      | 21      | 22      | 23      | 24      |
| 9       | 25      | 26      | 27      | 28      | 29      |         |         |

| März | März | März | März | März | März | März | März |
| Kw   | Mo   | Di   | Mi   | Do   | Fr   | Sa   | So   |
| ---- | ---- | ---- | ---- | ---- | ---- | ---- | ---- |
| 9    |      |      |      |      |      | 1    | 2    |
| 10   | 3    | 4    | 5    | 6    | 7    | 8    | 9    |
| 11   | 10   | 11   | 12   | 13   | 14   | 15   | 16   |
| 12   | 17   | 18   | 19   | 20   | 21   | 22   | 23   |
| 13   | 24   | 25   | 26   | 27   | 28   | 29   | 30   |
| 14   | 31   |      |      |      |      |      |      |

| April | April | April | April | April | April | April | April |
| Kw    | Mo    | Di    | Mi    | Do    | Fr    | Sa    | So    |
| ----- | ----- | ----- | ----- | ----- | ----- | ----- | ----- |
| 14    |       | 1     | 2     | 3     | 4     | 5     | 6     |
| 15    | 7     | 8     | 9     | 10    | 11    | 12    | 13    |
| 16    | 14    | 15    | 16    | 17    | 18    | 19    | 20    |
| 17    | 21    | 22    | 23    | 24    | 25    | 26    | 27    |
| 18    | 28    | 29    | 30    |       |       |       |       |

| Mai | Mai | Mai | Mai | Mai | Mai | Mai | Mai |
| Kw  | Mo  | Di  | Mi  | Do  | Fr  | Sa  | So  |
| --- | --- | --- | --- | --- | --- | --- | --- |
| 18  |     |     |     | 1   | 2   | 3   | 4   |
| 19  | 5   | 6   | 7   | 8   | 9   | 10  | 11  |
| 20  | 12  | 13  | 14  | 15  | 16  | 17  | 18  |
| 21  | 19  | 20  | 21  | 22  | 23  | 24  | 25  |
| 22  | 26  | 27  | 28  | 29  | 30  | 31  |     |

| Juni | Juni | Juni | Juni | Juni | Juni | Juni | Juni |
| Kw   | Mo   | Di   | Mi   | Do   | Fr   | Sa   | So   |
| ---- | ---- | ---- | ---- | ---- | ---- | ---- | ---- |
| 22   |      |      |      |      |      |      | 1    |
| 23   | 2    | 3    | 4    | 5    | 6    | 7    | 8    |
| 24   | 9    | 10   | 11   | 12   | 13   | 14   | 15   |
| 25   | 16   | 17   | 18   | 19   | 20   | 21   | 22   |
| 26   | 23   | 24   | 25   | 26   | 27   | 28   | 29   |
| 27   | 30   |      |      |      |      |      |      |

| Juli | Juli | Juli | Juli | Juli | Juli | Juli | Juli |
| Kw   | Mo   | Di   | Mi   | Do   | Fr   | Sa   | So   |
| ---- | ---- | ---- | ---- | ---- | ---- | ---- | ---- |
| 27   |      | 1    | 2    | 3    | 4    | 5    | 6    |
| 28   | 7    | 8    | 9    | 10   | 11   | 12   | 13   |
| 29   | 14   | 15   | 16   | 17   | 18   | 19   | 20   |
| 30   | 21   | 22   | 23   | 24   | 25   | 26   | 27   |
| 31   | 28   | 29   | 30   | 31   |      |      |      |

| August | August | August | August | August | August | August | August |
| Kw     | Mo     | Di     | Mi     | Do     | Fr     | Sa     | So     |
| ------ | ------ | ------ | ------ | ------ | ------ | ------ | ------ |
| 31     |        |        |        |        | 1      | 2      | 3      |
| 32     | 4      | 5      | 6      | 7      | 8      | 9      | 10     |
| 33     | 11     | 12     | 13     | 14     | 15     | 16     | 17     |
| 34     | 18     | 19     | 20     | 21     | 22     | 23     | 24     |
| 35     | 25     | 26     | 27     | 28     | 29     | 30     | 31     |

| September | September | September | September | September | September | September | September |
| Kw        | Mo        | Di        | Mi        | Do        | Fr        | Sa        | So        |
| --------- | --------- | --------- | --------- | --------- | --------- | --------- | --------- |
| 36        | 1         | 2         | 3         | 4         | 5         | 6         | 7         |
| 37        | 8         | 9         | 10        | 11        | 12        | 13        | 14        |
| 38        | 15        | 16        | 17        | 18        | 19        | 20        | 21        |
| 39        | 22        | 23        | 24        | 25        | 26        | 27        | 28        |
| 40        | 29        | 30        |           |           |           |           |           |

| Oktober | Oktober | Oktober | Oktober | Oktober | Oktober | Oktober | Oktober |
| Kw      | Mo      | Di      | Mi      | Do      | Fr      | Sa      | So      |
| ------- | ------- | ------- | ------- | ------- | ------- | ------- | ------- |
| 40      |         |         | 1       | 2       | 3       | 4       | 5       |
| 41      | 6       | 7       | 8       | 9       | 10      | 11      | 12      |
| 42      | 13      | 14      | 15      | 16      | 17      | 18      | 19      |
| 43      | 20      | 21      | 22      | 23      | 24      | 25      | 26      |
| 44      | 27      | 28      | 29      | 30      | 31      |         |         |

| November | November | November | November | November | November | November | November |
| Kw       | Mo       | Di       | Mi       | Do       | Fr       | Sa       | So       |
| -------- | -------- | -------- | -------- | -------- | -------- | -------- | -------- |
| 44       |          |          |          |          |          | 1        | 2        |
| 45       | 3        | 4        | 5        | 6        | 7        | 8        | 9        |
| 46       | 10       | 11       | 12       | 13       | 14       | 15       | 16       |
| 47       | 17       | 18       | 19       | 20       | 21       | 22       | 23       |
| 48       | 24       | 25       | 26       | 27       | 28       | 29       | 30       |

| Dezember | Dezember | Dezember | Dezember | Dezember | Dezember | Dezember | Dezember |
| Kw       | Mo       | Di       | Mi       | Do       | Fr       | Sa       | So       |
| -------- | -------- | -------- | -------- | -------- | -------- | -------- | -------- |
| 49       | 1        | 2        | 3        | 4        | 5        | 6        | 7        |
| 50       | 8        | 9        | 10       | 11       | 12       | 13       | 14       |
| 51       | 15       | 16       | 17       | 18       | 19       | 20       | 21       |
| 52       | 22       | 23       | 24       | 25       | 26       | 27       | 28       |
| 1        | 29       | 30       | 31       |          |          |          |          |

## Ereignisse

### Politik und Weltgeschehen

#### Die Salzburger Exulanten

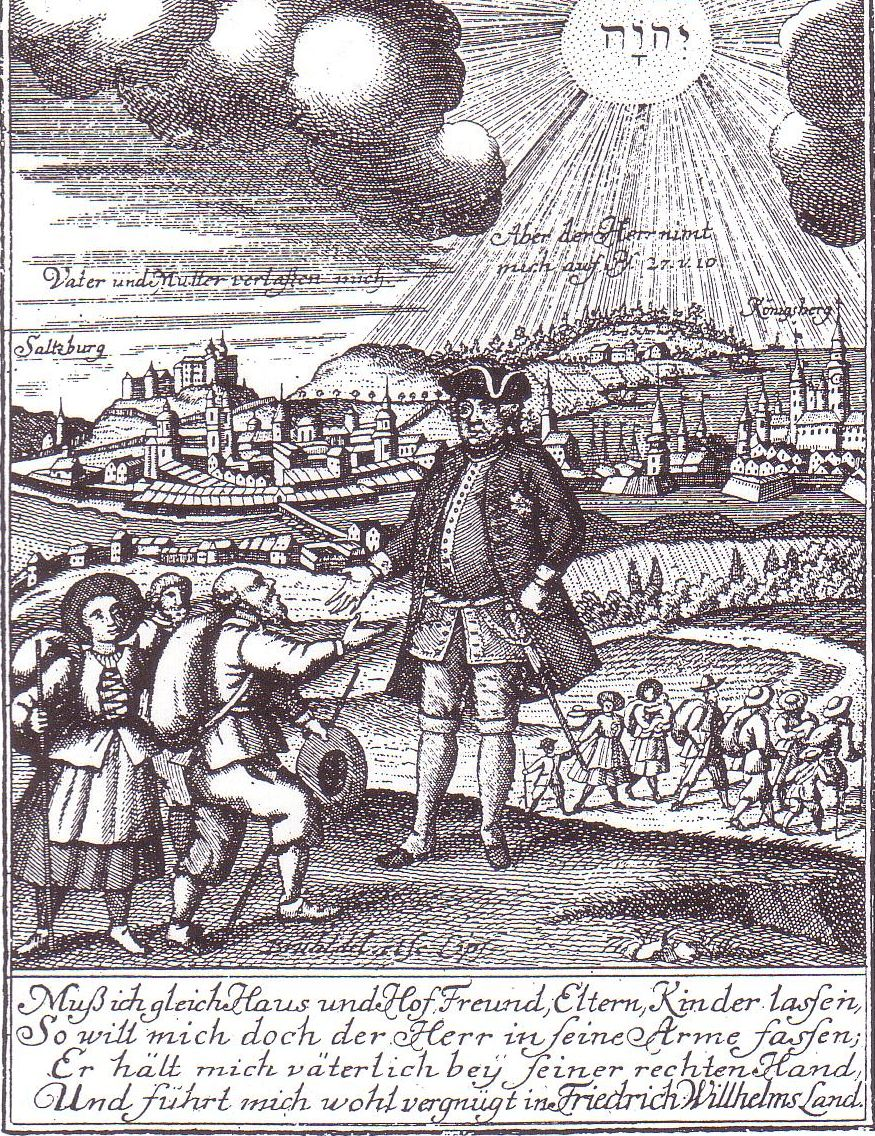
Symbolische Darstellung des Empfangs Salzburger Exulanten in Preußen durch Friedrich Wilhelm I.

Preußens König Friedrich Wilhelm I. erlässt im Zuge des Rétablissements von Ostpreußen am 2. Februar ein Einladungspatent an die aus Salzburg vertriebenen Protestanten, die sogenannten Salzburger Exulanten. Zwischen Mai und August verlassen vor allem Handwerker- und Bauernfamilien in 16 geordneten Zügen das Erzstift Salzburg. Sie ziehen geschlossen nach Preußen, als dessen Untertanen sie bereits gelten, weshalb ihre Reise viel einfacher verläuft, als die der 4000 bis 5000 Mägde und Knechte, die vor ihnen im Winter das Erzbistum verlassen mussten. Von Stettin kommend trifft am 28. Mai das erste von 66 Schiffen in Königsberg ein. Der erste von elf Landtransporten kommt am 6. August an. Die meisten Salzburger siedeln im Raum des von der Großen Pest der Jahre 1709 bis 1711 immer noch entvölkerten Gumbinnen. Mittellose Bauern erhalten hier eine Hufe. Handwerker können ihrem Gewerbe in den Städten nachgehen. Nach Zusage günstiger Bedingungen seitens des niederländischen Gesandten machen sich weitere rund 780 Personen, vor allem lutherische Bergknappen des Bergwerks Dürrnberg bei Hallein und ihre Angehörigen am 30. November auf die Reise in die Niederlande.

#### Weitere Ereignisse im Reich
- 23. März: Nach dem Tod von Friedrich II. folgt ihm sein Sohn Friedrich III. als Herzog von Sachsen-Gotha-Altenburg.

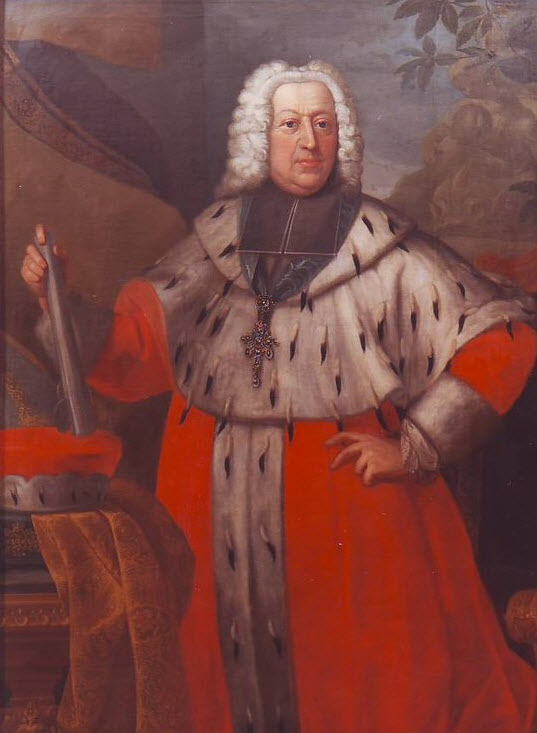
Philipp Karl von Eltz, Gemälde in Aschaffenburg

- 9. Juni: Der 70-jährige Philipp Karl von Eltz-Kempenich wird einstimmig zum Erzbischof von Mainz und damit gleichzeitig zum Kurfürsten gewählt. Er folgt dem am 18. April verstorbenen Franz Ludwig von Pfalz-Neuburg.
- 11. Juli: Theodor Eustach stirbt. Sein Sohn Johann Christian Joseph folgt ihm als Pfalzgraf und Herzog von Pfalz-Sulzbach sowie Markgraf von Bergen op Zoom. Er ist damit auch Erbprinz der Kurpfalz.

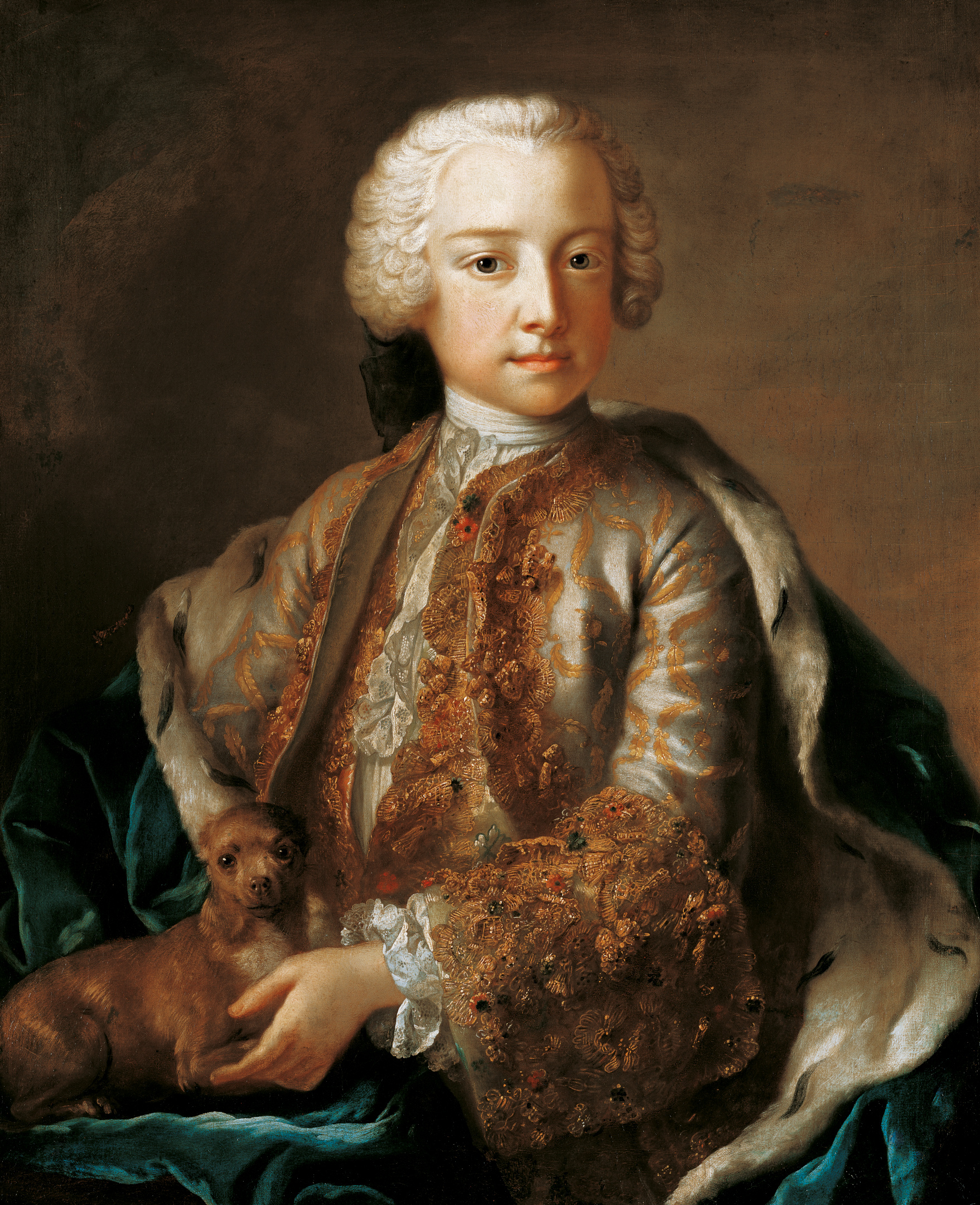
Johann Nepomuk Karl von Liechtenstein

- 17. Dezember: Der achtjährige Johann Nepomuk Karl folgt seinem verstorbenen Vater Josef Johann Adam als Fürst von Liechtenstein. Vormundschaft und Regentschaft übernimmt sein Onkel Josef Wenzel.

#### Republik Venedig
- 2. Juni: Carlo Ruzzini wird trotz seines hohen Alters und seiner Gebrechlichkeit im ersten Wahlgang als Nachfolger des am 21. Mai verstorbenen Alvise Mocenigo III. zum Dogen von Venedig gewählt.

#### Weitere Ereignisse in Europa
- 20. Mai: Wegen des anhaltenden Widerstands gegen seine Herrschaft ernennt Jacques I. seinen illegitimen Schwager Antoine Grimaldi zum Generalgouverneur von Monaco, während er selbst sich mit seinem Sohn Honoré an den französischen Hof nach Versailles zurückzieht.
- 16. August: Im Seegefecht bei Damiette besiegt der Souveräne Malteserorden ein Geschwader des Osmanischen Reichs.
- 13. September/13. Dezember: Österreich, Russland und Preußen schließen den Allianzvertrag der drei Schwarzen Adler.

#### Nordamerikanische Kolonien

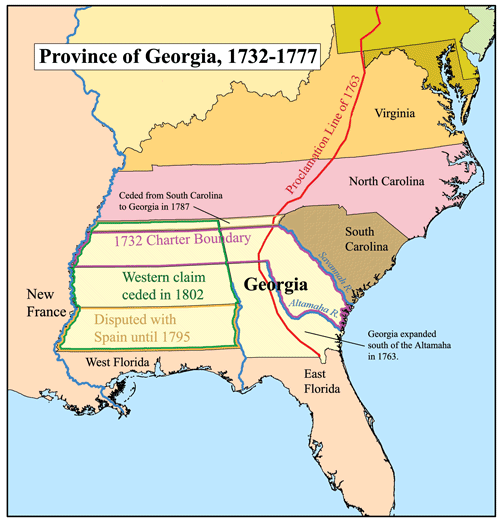
Grenzen der Provinz Georgia zwischen 1732 und 1777

- 12. November: Der britische Abenteurer James Oglethorpe begibt sich mit 120 Genossen nach Carolina und bildet dort aus weitgehend unbesiedelten Gebieten der Province of South Carolina die Province of Georgia. Mit Georgia entsteht die letzte der 13 britischen Kolonien an der Ostküste Nordamerikas, aus denen dereinst die Vereinigten Staaten (USA) hervorgehen werden.

#### Afrika
- Tegbesu folgt dem verstorbenen Dossou Agadja als König von Dahomey im heutigen Benin.

#### Asien
- August: Der persische Schah Tahmasp II. wird von seinem General Nadr Qulī abgesetzt. Nadr setzt stattdessen Tahmasps einjährigen Sohn Abbas III. auf den Thron.

### Wirtschaft
- 29. Januar: Die Zeitung Wöchentlicher Hannoverischer Intelligenz-Zettul und Anzeige erscheint zum ersten Mal. Sie ist in erster Linie ein Anzeigenblatt.
- In Lissabon wird eine Buchhandlung, die spätere Livraria Bertrand gegründet.
- Der Buchdrucker Johann Jakob Korn gründet in Breslau einen Verlag und eine dazugehörige Verlagsbuchhandlung, in der unter anderem wissenschaftliche Werke veröffentlicht werden.
- Die Anlage einer Töpferei und Pfeifenfabrik auf dem Steinberg und dem Hühnerfeld bei Münden bildet die Grundlage für die spätere Fayence-Manufaktur Münden.

### Wissenschaft und Technik
- Johann Heinrich Zedler gibt den ersten Band des Grossen vollständigen Universal-Lexicons Aller Wissenschafften und Künste heraus, das umfangreichste enzyklopädische Projekt des 18. Jahrhunderts. Bis 1754 erscheinen 64 Bände.
- In Neapel wird das Collegio dei Cinesi gegründet, ein Kollegium für das Studium der chinesischen Sprache.

### Kultur

#### Bildende Kunst
- In Rom beginnt nach den Plänen des Architekten Nicola Salvi der Bau der Fontana di Trevi.
- Martin van Meytens wird Kammermaler am kaiserlichen Hof in Wien.

#### Literatur

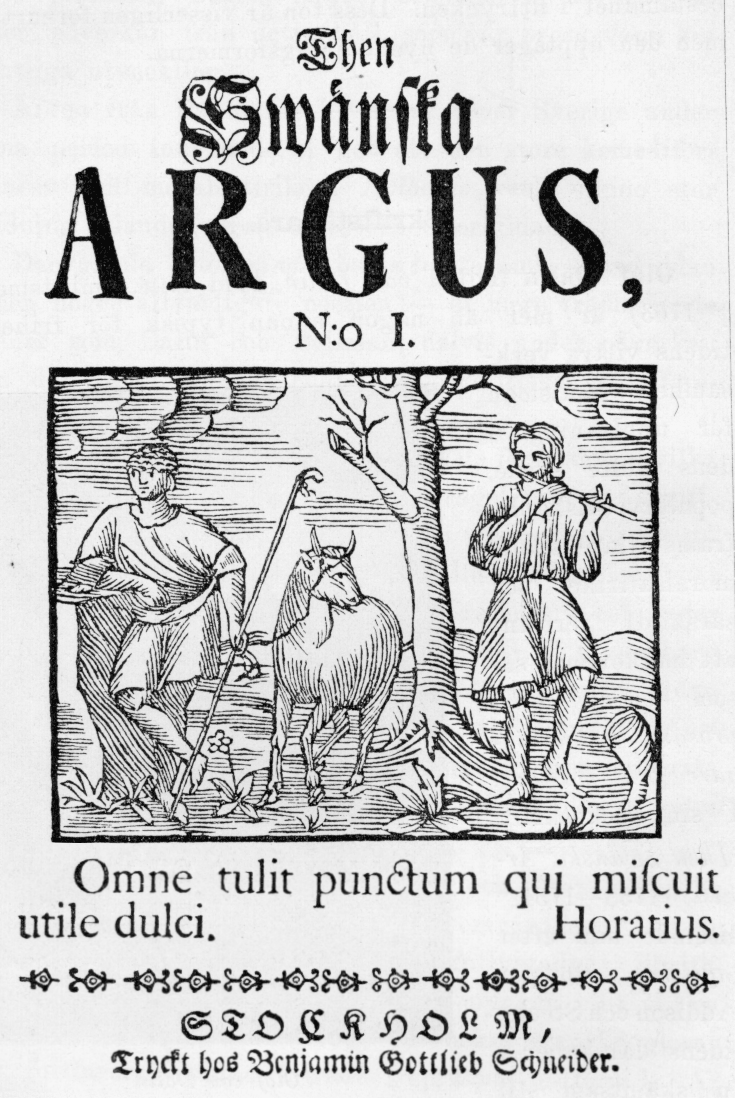
Erste Ausgabe Then Swänska Argus

#### Musik und Theater

##### Georg Friedrich Händel in London

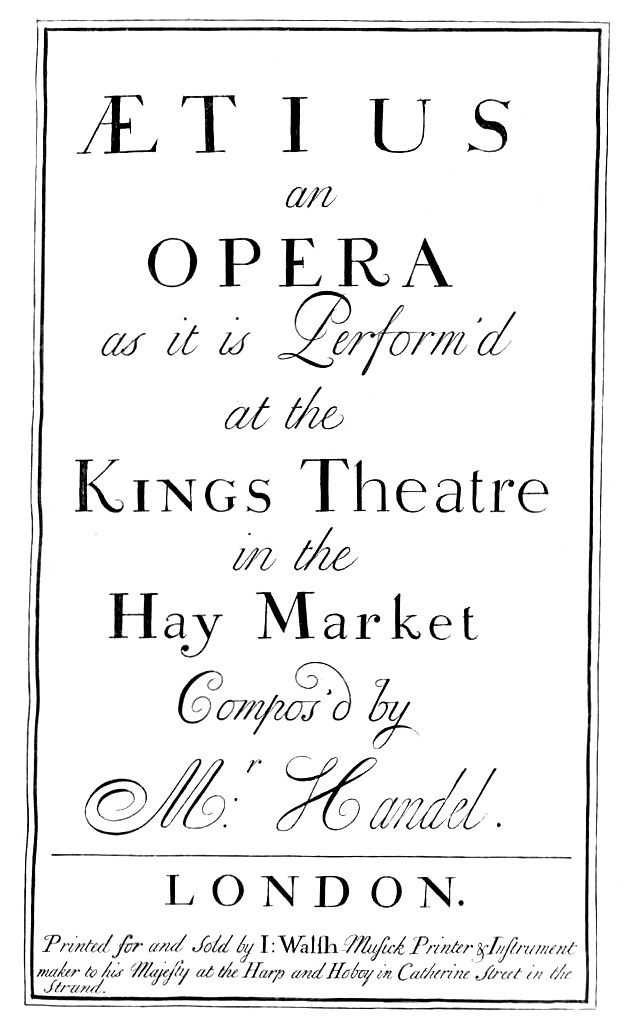
John Walsh: Titelseite des Erstdruckes

- 15. Januar: Die Oper Ezio von Georg Friedrich Händel auf ein Libretto von Pietro Metastasio wird am King’s Theatre am Londoner Haymarket uraufgeführt. Das Werk wird ein Misserfolg. Trotz der Unterstützung durch König George II., der außer der Premiere alle Aufführungen besucht, wird das Stück nur noch viermal aufgeführt und dann zu Händels Lebzeiten nie wieder gespielt.
- 15. Februar: Händels neuer Oper Sosarme, Re di Media, ist bei seiner Uraufführung am King’s Theatre am Londoner Haymarket größerer Erfolg beschieden als seinem Vorgängerwerk. Das Libretto basiert auf dem Werk Dionisio, Re di Portogallo von Antonio Salvi.
- 23. Mai: Georg Friedrich Händel bringt das Pasticcio Lucio Papirio dittatore auf die Bühne des Londoner King’s Theatre. Die ursprüngliche Musik stammt von Geminiano Giacomelli und Nicola Porpora, das Libretto von Carlo Innocenzo Frugoni nach einer literarischen Vorlage von Apostolo Zeno. Fast zeitgleich gibt es eine weitere Inszenierung des Dramas von Zeno in Rom, mit Musik von Giovanni Porta.
- 4. November: Mit Catone wird ein weiteres Pasticcio Händels am King’s Theatre uraufgeführt. Das Libretto ist Catone in Utica von Pietro Metastasio, die ursprüngliche Musik stammt von Leonardo Leo.

##### Weitere Uraufführungen
- 12. Januar: Cajo Fabrizio, ein Dramma per musica in drei Akten von Johann Adolf Hasse mit einem Libretto von Apostolo Zeno hat seine Uraufführung am Teatro Capranica in Rom.

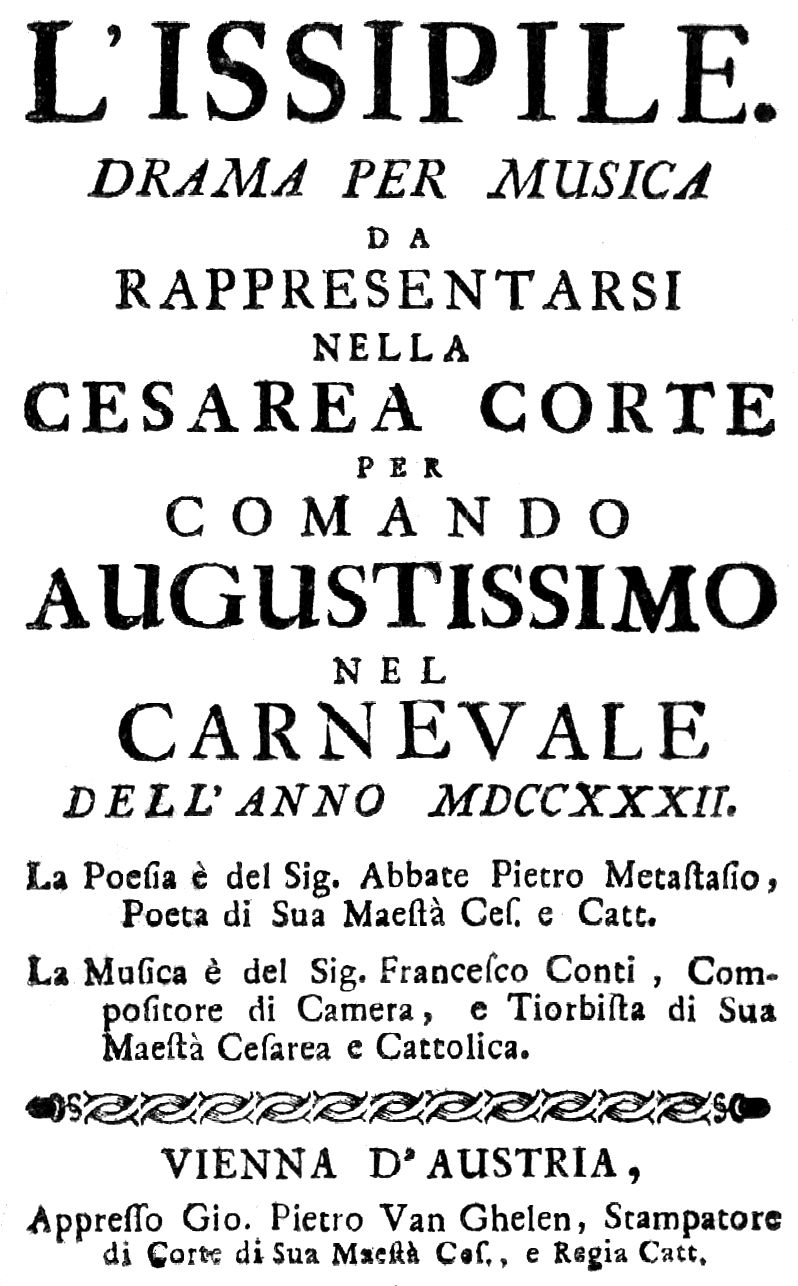
Titelblatt der Wiener Aufführung

- 7. Februar: Am Hoftheater in Wien wird die Oper Issipile von Francesco Bartolomeo Conti uraufgeführt. Das Libretto von Pietro Metastasio erlebt noch im gleichen Jahr drei weitere Uraufführungen: zur Karnevalszeit in der Vertonung von Antonio Bioni am Theater im Ballhaus in Breslau, am 1. Oktober in der Vertonung von Johann Adolph Hasse am Teatro San Bartolomeo in Neapel und am 22. November am Teatro San Giovanni Crisostomo in Venedig in der Vertonung von Giovanni Porta.
- 8. April: Am Hofburgtheater in Wien wird das Oratorium La morte d’Abel von Antonio Caldara uraufgeführt. Das Libretto stammt von Pietro Metastasio und wird in den nächsten Jahren noch ungefähr 40 Mal vertont.

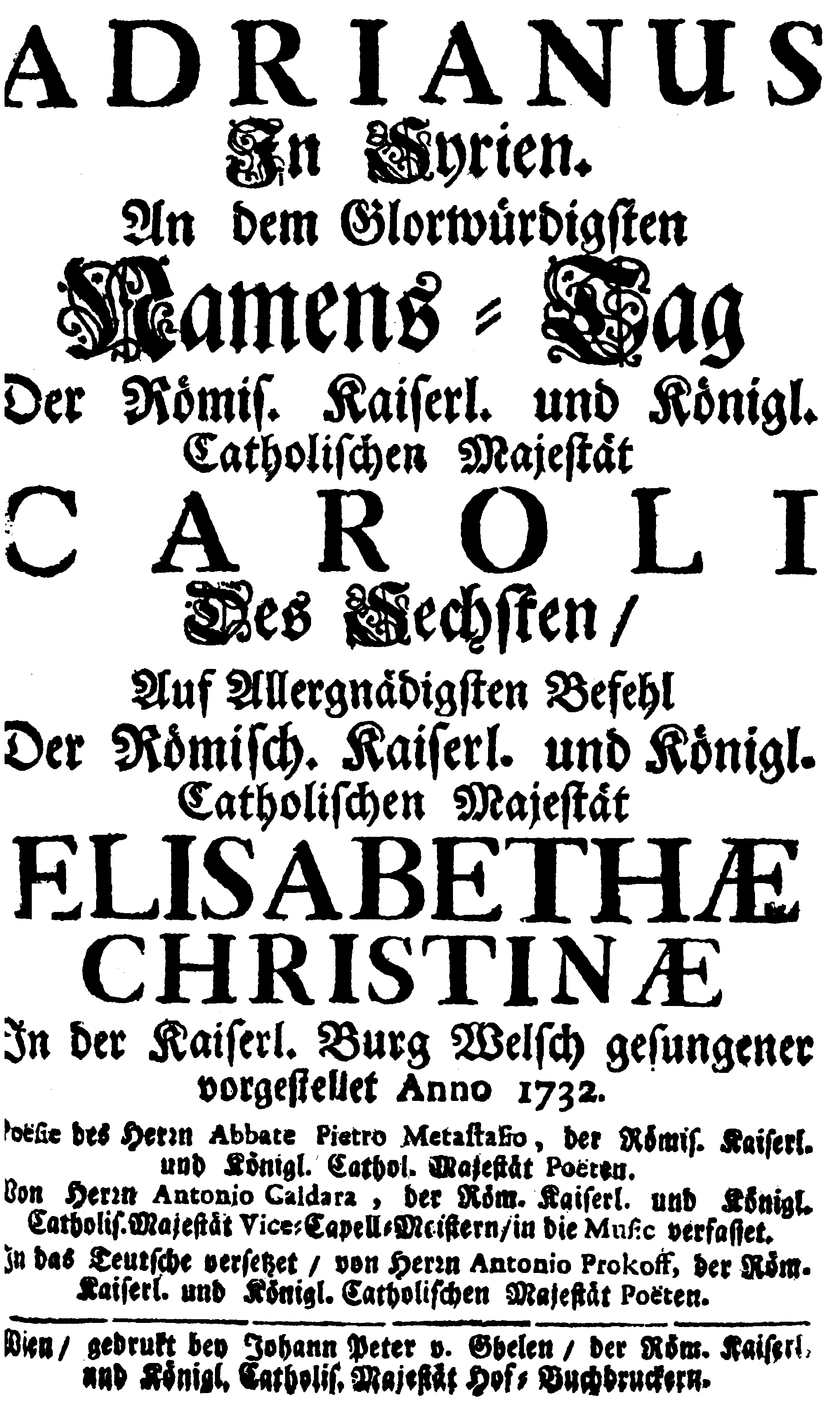
Titelblatt des Librettos,
Musik von Antonio Caldara

- 9. November: Die Uraufführung der Oper Adriano in Siria von Antonio Caldara auf ein Libretto von Pietro Metastasio erfolgt am Hoftheater in Wien.

##### Theatereröffnungen
- 6. Januar: Nach 13-jähriger Bauzeit wird das Teatro Filarmonico di Verona mit der Uraufführung der Oper La fida ninfa von Antonio Vivaldi auf ein Libretto von Scipione Maffei eröffnet.
- 9. Januar: Das neu errichtete Teatru Manoel in Valletta auf Malta wird mit einer Aufführung der Tragödie Merope von Scipione Maffei eröffnet.
- 31. Januar: Mit der Oper Berenice von Domenico Sarro eröffnet das Teatro Argentina in Rom seine Aufführungen.
- 7. Dezember: Das von John Rich errichtete Covent Garden Theatre in London wird mit einer Aufführung von William Congreves The Way of the World eröffnet.

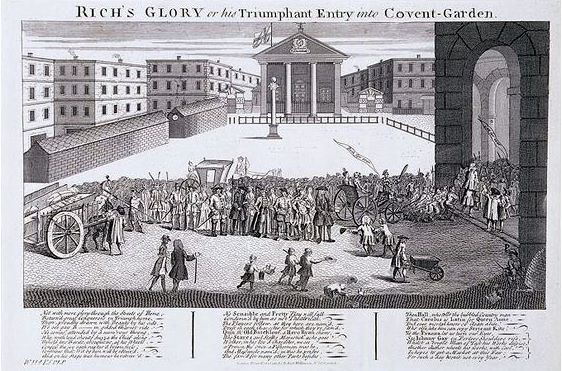
Rich’s Glory or his Triumphant Entry into Covent-Garden

#### Sonstiges
- In London wird die spätere Society of Dilettanti gegründet.
- um 1732: In Newjansk wird der vom Industriellen Nikita Demidow initiierte Glockenturm fertiggestellt. Schon während des Baus hat sich herausgestellt, dass der Baugrund für die Last des Turmes ungeeignet ist, weshalb sich seine Achse merklich neigt.

### Religion
- 9. November: Alfonso Maria de Liguori gründet in Scala den Orden der Redemptoristen.
- Johann Conrad Beissel gründet in Pennsylvania das Ephrata Cloister.

### Katastrophen
- Der Erdbeben-Stelenwald von Xichang berichtet von einem Erdbeben im Bezirk Liangshan in Sichuan.

### Natur und Umwelt
- 17. Mai: Der Hamburger Kapitän Jacob Jacobsen Laab beobachtet einen Ausbruch des Vulkans Beerenberg auf der Insel Jan Mayen, von dem der Hamburger Bürgermeister Johann Anderson in seinem Buch Nachrichten von Island, Grönland und der Strasse Davis, zum wahren Nutzen der Wissenschaften und der Handlung im Jahr 1746 berichtet.

## Historische Karten und Ansichten

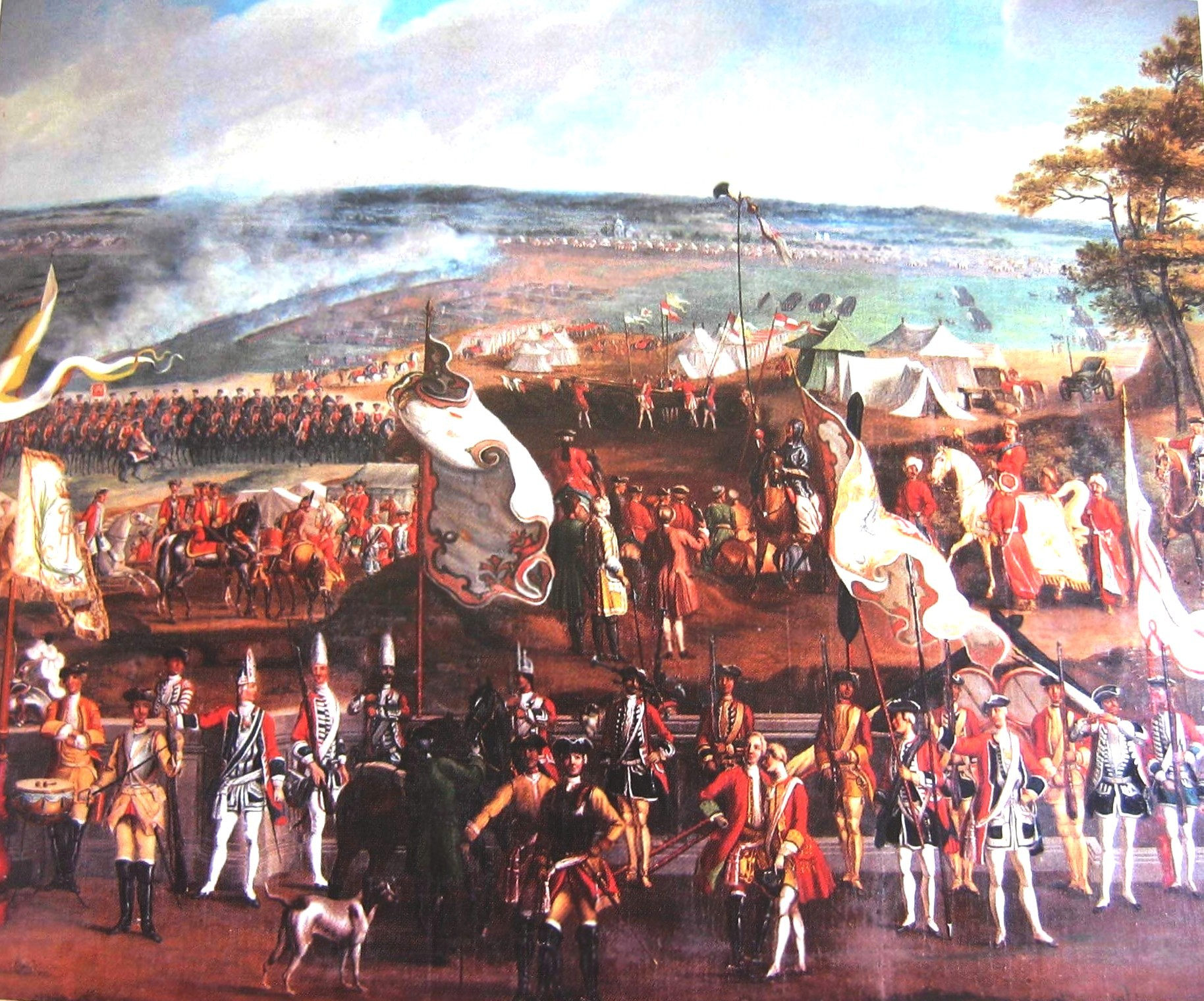
Polnisch-Sächsische Armee 1732, Johann Heinrich Mock

## Geboren

### Januar bis April
- 01. Januar: Julie Bondeli, Schweizer Salonnière († 1778)
- 01. Januar: Johann Friedrich von Ryhiner, Schweizer Staatsmann und Geograph († 1803)
- 02. Januar: František Xaver Brixi, böhmischer Komponist, Organist und Kapellmeister († 1771)
- 04. Januar: Michael Johann von Wallis, österreichischer Feldmarschall und Hofkriegsratspräsident († 1798)
- 06. Januar: Matija Antun Relković, kroatischer Schriftsteller († 1798)
- 11. Januar: Peter Forsskål, schwedisch-/finnischer Naturkundler und Orientalist († 1763)
- 17. Januar: Stanisław August Poniatowski, König von Polen und Großfürst von Litauen († 1798)
- 20. Januar: Richard Henry Lee, Präsident des amerikanischen Kontinentalkongresses († 1794)
- 21. Januar: Friedrich Eugen, Herzog von Württemberg († 1797)
- 23. Januar: Friedrich Wilhelm Utsch, Pfälzer Erbförster des Mainzer Kurfürsten (der im Volkslied besungene „Jäger aus Kurpfalz“) († 1795)
- 24. Januar: Pierre Augustin Caron de Beaumarchais, französischer Unternehmer und Schriftsteller († 1799)
- 31. Januar: Wilhelm Christoph Diede zum Fürstenstein, dänischer Diplomat († 1807)
- 02. Februar: Franz Sales von Greiner, österreichischer Staatsbeamter († 1798)
- 02. Februar: Johann Nikolaus Möckert, deutscher Jurist und Hochschullehrer († 1792)
- 06. Februar: Frederick Calvert, 6. Baron Baltimore, Lord Proprietor der Kolonie Maryland († 1771)
- 06. Februar: Charles Lee, britischer Soldat, General der Kontinentalarmee im Amerikanischen Unabhängigkeitskrieg († 1782)
- 06. Februar: Jean-Baptiste Duhamel, französischer Dragoneroffizier, ein Hauptakteur im Kampf gegen die „Bestie des Gévaudan“ († nach 1789)
- 12. Februar: Albrecht von Mülinen, Schultheiss von Bern († 1807)
- 13. Februar: Esther Edwards, britisch-amerikanische Tagebuchschreiberin, Ehefrau von Aaron Burr, Sr. († 1758)
- 16. Februar: Johann Friedrich Burscher, deutscher lutherischer Theologe († 1805)
- 18. Februar: Johann Christian Kittel, deutscher Komponist und Organist († 1809)
- 22. Februar: Gotthelf Greiner, deutscher Glasmacher und Begründer der Porzellanfabrikation in Thüringen († 1797)
- 22. Februar: Johann Sigismund Friedrich von Khevenhüller-Metsch, österreichischer Diplomat († 1801)
- 22. Februar: George Washington, Oberbefehlshaber der Kontinentalarmee im Amerikanischen Unabhängigkeitskrieg und erster Präsident der Vereinigten Staaten von Amerika († 1799)
- 23. Februar: Elisabeth Sulzer, Winterthurer Patrizierin († 1797)
- 000Februar: Charles Churchill, englischer Dichter († 1764)
- 01. März: William Cushing, US-amerikanischer Jurist und Politiker († 1810)
- 12. März: Joseph Gärtner, deutscher Arzt und Botaniker († 1791)
- 16. März: Emanuel Merian, Schweizer evangelischer Geistlicher († 1818)
- 23. März: Marie Adélaïde de Bourbon, Prinzessin von Frankreich und Navarra († 1800)
- 31. März/1. April: Joseph Haydn, österreichischer Komponist († 1809)

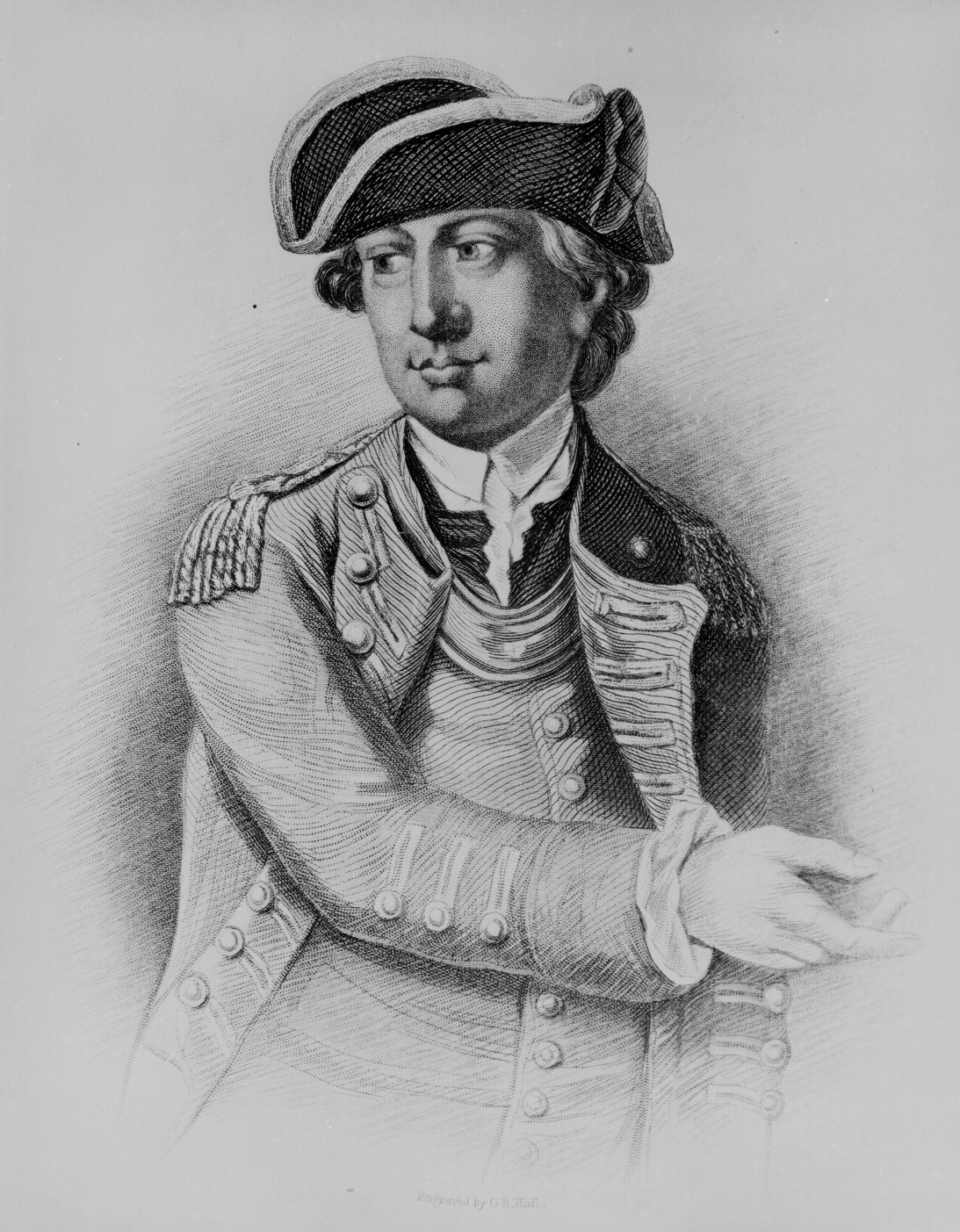
Charles Lee, 6. Februar
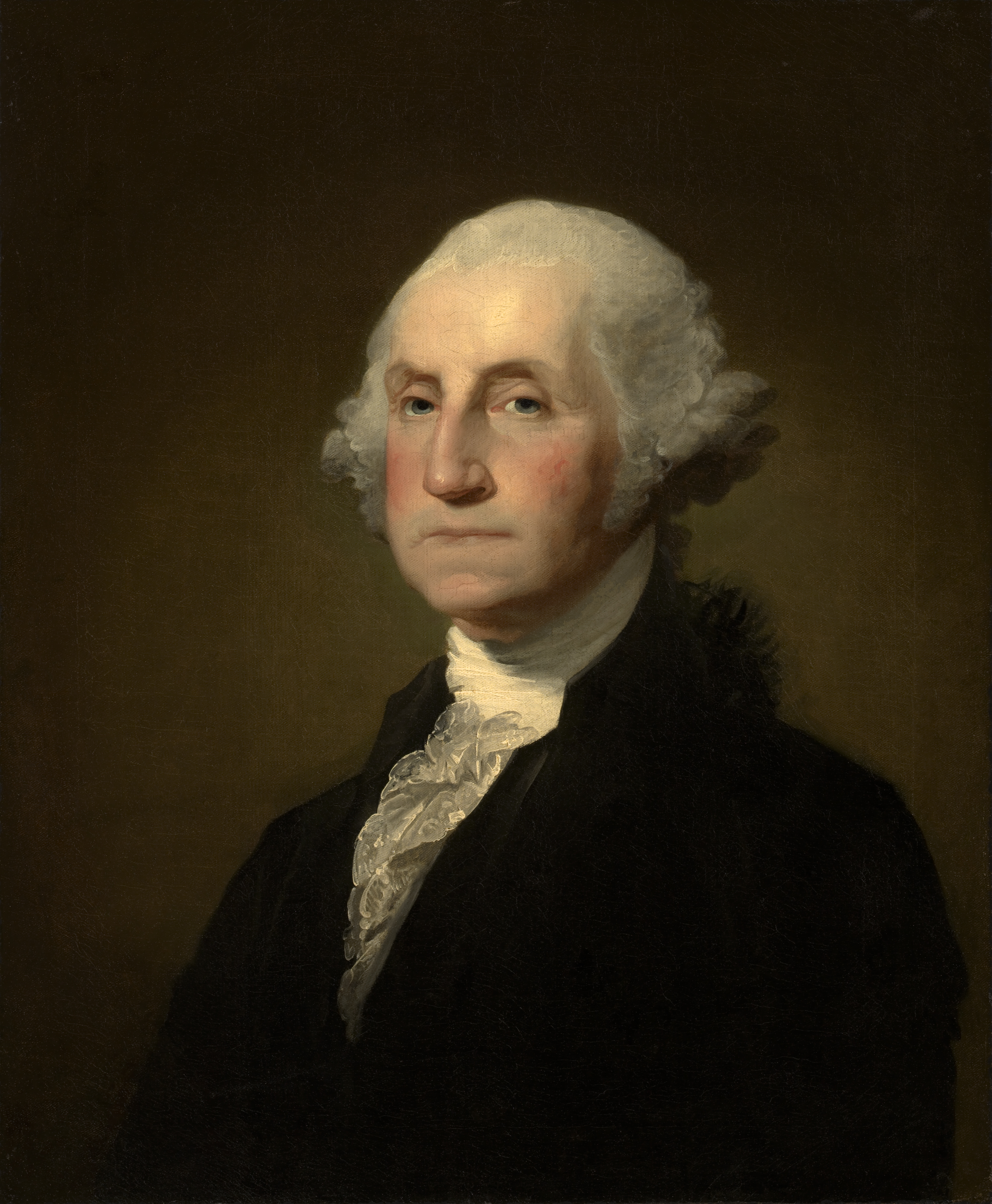
George Washington, 22. Februar
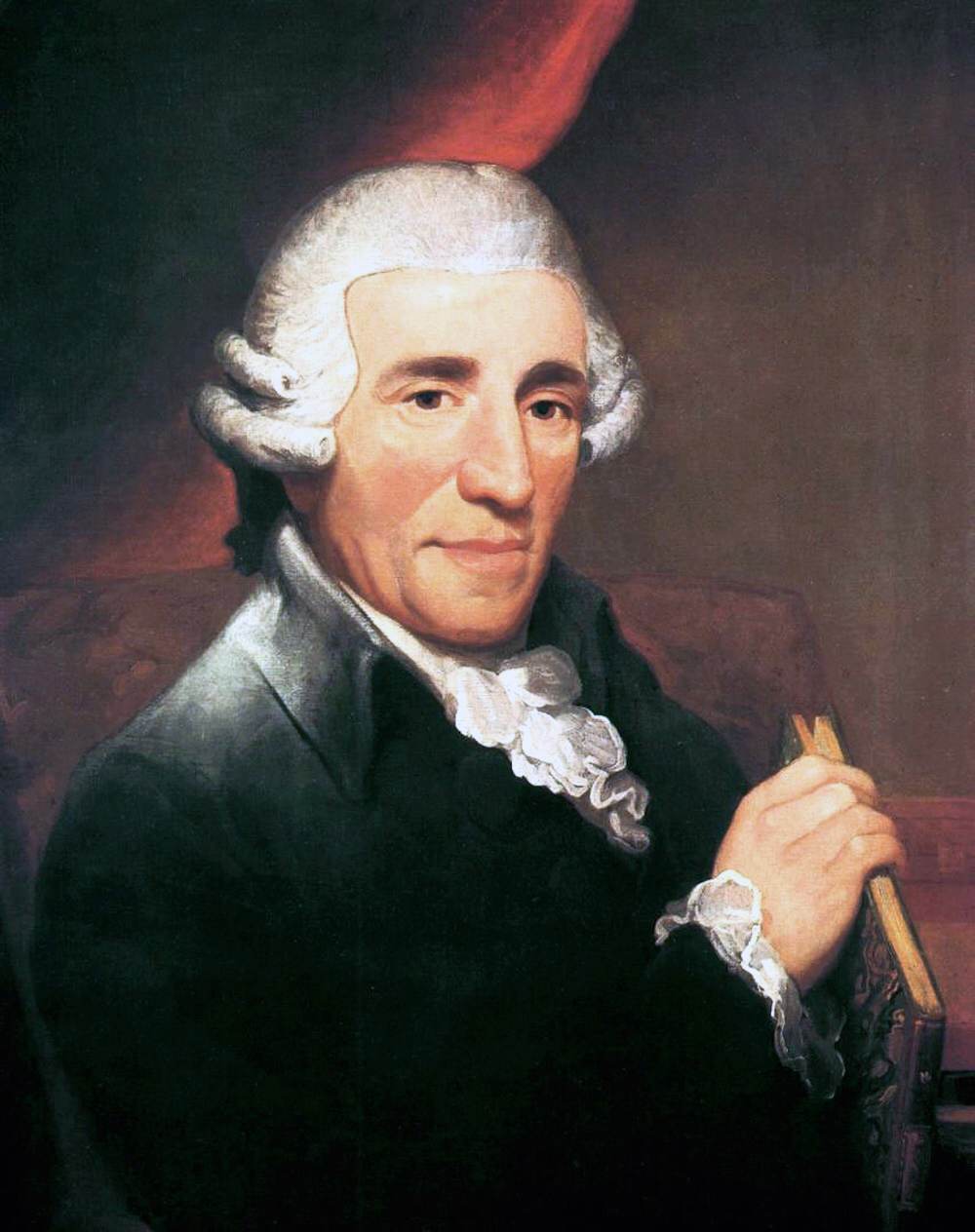
Joseph Haydn, 31. März/1. April

- 05. April: Jean-Honoré Fragonard, französischer Maler, Zeichner und Radierer († 1806)
- 09. April: Johann Friedrich Tiede, deutscher evangelischer Theologe († 1795)
- 13. April: Frederick North, britischer Premierminister († 1792)
- 17. April: Ulrike Eleonore von Hessen-Philippsthal, paragierte Landgräfin von Hessen-Philippsthal († 1795)
- vor dem 18. April: George Colman der Ältere, englischer Schriftsteller († 1794)

### Mai bis August
- 08. Mai: Carl Friedrich Ballhorn der Ältere, preußischer evangelischer Geistlicher, Jurist und Beamter († 1813)
- 14. Mai: Samuel Livermore, US-amerikanischer Politiker († 1803)
- 18. Mai: Johann Jakob Faesch, Schweizer Offizier in niederländischen Diensten, Kaufmann, Plantagenbesitzer in Suriname und Politiker († 1796)
- 19. Mai: Johann Christoph von Woellner, preußischer Pastor und Staatsmann († 1800)
- 21. Mai: Friedrich von Anhalt, Graf von Anhalt († 1794)
- 31. Mai: Hieronymus von Colloredo, Bischof von Gurk und Fürsterzbischof von Salzburg († 1812)
- 13. Juni: Luigi Lanzi, italienischer Historiker († 1810)
- 21. Juni: Johann Christoph Friedrich Bach, deutscher Musiker und Komponist († 1795)
- 01. Juli: Even Hammer, norwegischer Ökonom († 1800)
- 04. Juli: Clemens August von Merle, Weihbischof in Köln († 1810)
- 08. Juli: Maria Anna von Fürstenberg, Äbtissin des Stifts Fröndenberg († 1788)
- 10. Juli: Helene Amalie Krupp, deutsche Geschäftsfrau († 1810)
- 21. Juli: Amalie von Sachsen-Hildburghausen, Fürstin von Hohenlohe-Neuenstein zu Oehringen († 1799)
- 24. Juli: Johann Georg Bechtold, deutscher Philosoph, Literaturwissenschaftler, Rhetoriker und evangelischer Theologe († 1805)
- 08. August: Johann Christoph Adelung, deutscher Bibliothekar, Lexikograph und Germanist († 1806)
- 09. August: Eberhard Ludwig Becht, deutscher Archivar, Bürgermeister von Heilbronn († 1803)
- 11. August: Georg Christoph Schwarz, deutscher katholischer Geistlicher und Hochschullehrer († 1792)
- 15. August: Maria Coventry, Countess of Coventry, britische Aristokratin († 1760)
- 30. August: Elisabeth Friederike Sophie von Brandenburg-Bayreuth, Herzogin von Württemberg († 1780)

### September bis Dezember
- 04. September: Joseph Anton Pozzi, Schweizer Stuckateur († 1811)
- 16. September: Johannes Schuback, deutscher Kaufmann († 1817)
- 30. September: Jacques Necker, Schweizer Bankier und Finanzminister von Frankreich († 1804)
- 06. Oktober: Joseph Leitgeb, österreichischer Hornist († 1811)
- 11. Oktober: Heinrich Friedrich Innocenz Apel, sächsischer Jurist und Bürgermeister von Leipzig († 1802)
- 11. Oktober: Raphaël Bienvenu Sabatier, französischer Mediziner († 1811)
- 14. Oktober: Johann Christoph Martini, deutscher evangelischer Geistlicher und Kirchenhistoriker († 1804)
- 26. Oktober: Francesco Sozzi, sizilianischer Maler († 1795)

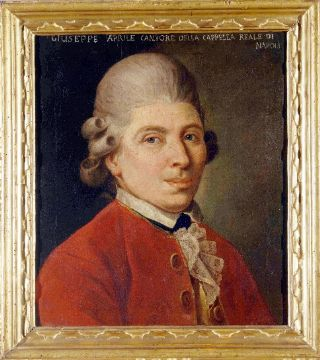
Der Sänger Giuseppe Aprile

- 28. Oktober: Giuseppe Aprile, italienischer Opernsänger und Kastrat († 1813)
- 01. November: Georg Ludwig Alefeld, deutscher Mediziner und Physiker († 1774)
- 02. November: John Dickinson, US-amerikanischer Politiker († 1808)
- 04. November: Thomas Johnson, US-amerikanischer Jurist und Politiker († 1819)
- 09. November: Franz Ignaz Seuffert, deutscher Orgelbauer († 1810)
- 10. November: Julie de Lespinasse, französische Salonnière († 1776)
- 12. November: Johann Gottlieb Lessing, deutscher Pädagoge († 1808)
- vor dem 23. November: Jean Preudhomme, Schweizer Maler († 1795)
- 28. November: Friedrich Ludwig Aster, kursächsischer Offizier († 1804)
- 06. Dezember: Warren Hastings, britischer Politiker, Generalgouverneur in Britisch-Ostindien († 1818)
- 13. Dezember: Elisabetha Dorothea Kodweiß, deutsche Wirtstochter, Mutter Friedrich Schillers († 1802)
- 15. Dezember: Wenceslaus Johann Gustav Karsten, deutscher Mathematiker († 1787)
- 15. Dezember: Carl Gotthard Langhans, preußischer Baumeister und Architekt († 1808)
- 23. Dezember: Richard Arkwright, britischer Industrieller und Erfinder († 1792)

### Genaues Geburtsdatum unbekannt
- Naonobu Ajima, japanischer Mathematiker († 1798)
- Johann Heinrich Ayrer, deutscher Reitlehrer († 1817)
- John Blair, US-amerikanischer Jurist und Politiker († 1800)
- François-Henri Clicquot, französischer Orgelbauer († 1790)
- Thomas Collins, US-amerikanischer Politiker († 1789)
- Ezekiel Cornell, US-amerikanischer Politiker († 1800)
- John Hunter, US-amerikanischer Politiker († 1802)

### Geboren um 1732
- William Smallwood, US-amerikanischer Politiker († 1792)
- 1732/33: Joseph von Sonnenfels, österreichischer Schriftsteller und Verwaltungsreformer († 1817)

## Gestorben

### Erstes Halbjahr
- 01. Januar: Nicolo Grimaldi gen. Nicolino, neapolitanischer Sänger (* 1673)
- 01. Januar: Michael Heinrich Reinhard, deutscher evangelisch-lutherischer Theologe (* 1676)
- 02. Januar: Peter Hohmann, Handelsherr und Ratsherr in Leipzig (* 1663)
- 14. Januar: Ubaldo Ricci, italienischer Maler (* 1669)
- 22. Januar: Marie Thérèse de Bourbon-Condé, Fürstin von Conti (* 1666)
- 17. Februar: Louis Marchand, französischer Komponist, Organist und Cembalist (* 1669)
- 20. Februar: Balthasar Permoser, salzburgischer Bildhauer (* 1651)

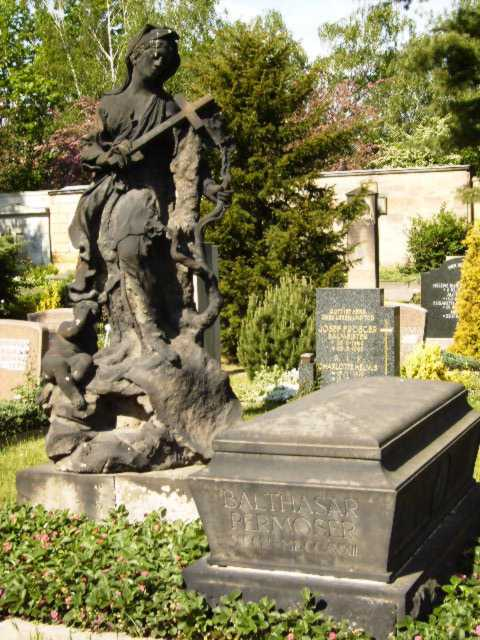
Grab Permosers auf dem Alten Katholischen Friedhof in Dresden

- 22. Februar: Francis Atterbury, englischer Bischof von Rochester (* 1663)
- 26. Februar: Giacomo Serpotta, sizilianischer Bildhauer (* 1656)
- 09. März: Giuseppe Antonio Bernabei, italienischer Organist, Komponist und Kapellmeister (* 1649)
- 23. März: Friedrich II., Herzog von Sachsen-Gotha-Altenburg (* 1676)
- 24. März: Siegmund Jakob Apinus, deutscher Philologe und Pädagoge (* 1693)
- 25. März: Lucia Filippini, italienische Gründerin der Schwesternkongregation Maestre Pie Filippini (* 1672)
- 26. März: Friedrich, Erbprinz von Baden-Durlach (* 1703)
- 31. März: Franz Mozart, deutscher Bildhauer (* 1681)
- 01. April: Johann Burckhardt Mencke, sächsischer Verleger und Herausgeber (* 1674)
- 02. April: Joachim Meier, deutscher Schriftsteller (* 1661)
- 04. April: Johann Jacob Schoy, österreichischer Bildhauer (* 1686)
- 05. April: Johann Christian Schieferdecker, deutscher Kirchenmusiker, Organist und Komponist (* 1679)
- 09. April: Johann Franz Born, deutscher Stifter, Ratsherr und Domherr (* 1669)
- 18. April: Franz Ludwig von Pfalz-Neuburg, Fürstbischof von Breslau, Erzbischof von Trier, Erzbischof von Mainz und Bischof von Worms sowie Hochmeister des Deutschen Ordens (* 1664)
- 24. April: Johann Michael Ludwig Rohrer, böhmischer Hofbaumeister in Baden (* 1683)
- 28. April: Heinrich von Brömbsen, Bürgermeister der Hansestadt Lübeck (* 1673)
- 03. Mai: Christoph Fürer von Haimendorf, Ratsherr der Reichsstadt Nürnberg und Dichter (* 1663)
- vor dem 7. Mai: Franz Matthias Hiernle, deutscher Bildhauer (* 1677)
- 12. Mai: Christine Luise von Ostfriesland, Gräfin zu Wied-Runkel (* 1710)
- 21. Mai: Alvise Mocenigo III., Doge von Venedig (* 1662)
- 000Mai: Bartolomeo Bernardi, italienischer Komponist und Violinist (* um 1660)
- 000Mai: John Erskine, 23. Earl of Mar, schottischer Adeliger und der militärische Führer im ersten Jakobitenaufstand (* 1675)
- 01. Juni: Benedict Leonard Calvert, britischer Kolonialgouverneur von Maryland (* 1700)
- 11. Juni: Adam Franz Fürst von Schwarzenberg, böhmischer Adeliger und österreichischer Obersthofmarschall (* 1680)
- 19. Juni: Julius Heinrich von Rehlingen-Radau, Augustiner-Chorherr und Fürstpropst von Berchtesgaden (* 1662)
- 24. Juni: Johann Baptist Kral, österreichischer Steinmetz und Bildhauer (* 1672)
- 26. Juni: Anton Detlev Jenner, Braunschweiger Bildhauer und Bildschnitzer (* um 1690)

### Zweites Halbjahr
- 03. Juli: Karl Gustav Düker, schwedischer Feldmarschall, Generalgouverneur von Livland und Präsident des schwedischen Kriegskollegiums (* 1663)
- 11. Juli: Theodor Eustach, Pfalzgraf und Herzog von Sulzbach (* 1659)
- 15. Juli: Woodes Rogers, englischer Freibeuter, Gouverneur der Bahamas (* 1679)
- nach dem 16. Juli: Pier Francesco Tosi, italienischer Sänger, Komponist und Autor einer Gesangsschule (* 1654)
- 20. Juli: Francesco Bartolomeo Conti, italienischer Theorbenspieler und Komponist (* 1682)
- 29. Juli: Luise von Anhalt-Dessau, Fürstin von Anhalt-Bernburg (* 1709)
- 02. August: Henriette Amalie von Friesen, Gräfin Reuß zu Obergreiz (* 1668)
- 04. August: Robert „King“ Carter, britischer Kolonist und Pflanzer in Virginia (* 1663)
- 23./25. August: Johann Hieronymus von und zum Jungen, kaiserlicher Feldmarschall (* 1660)
- 05. September: Christfried Wächtler, deutscher Jurist und Polyhistor (* 1652)
- 12. September: Jean Philippe Eugène de Merode-Westerloo, deutscher Reichsgraf und Offizier (* 1674)
- 14. September: Erdmuthe Benigna Reuß zu Ebersdorf, deutsche Pietistin (* 1670)
- 17. September: Josef Antonín Planický, böhmischer Komponist (* 1691)
- 19. September: Ogasawara Nagashige, japanischer Daimyō (* 1650)
- 22. September: Herman Moll, englischer Kupferstecher, Kartograph und Verleger (* 1654)
- 24. September: Reigen, Tennō von Japan (* 1654)
- 25. September: Matthias Dropa, deutscher Orgelbauer (* zwischen 1646 und 1665)
- 06. Oktober: Christian Vater, preußischer Mediziner (* 1651)
- 13. Oktober: Johann Amsel, deutscher Rechtswissenschaftler (* 1665)
- 14. Oktober: Bogislaw Bodo von Flemming, brandenburgischer Generalleutnant (* 1671)
- 31. Oktober: Viktor Amadeus II., Herzog von Savoyen, König von Sizilien bzw. Sardinien (* 1666)
- 05. November: Richard Bradley, englischer Botaniker (* wahrscheinlich 1688)
- 22. November: Wenzel Niederwerfer, kursächsischer ev.-luth. Theologe und Geistlicher böhmischer Herkunft, Magister der Philosophie (* 1667)
- 25. November: Johann Heinrich von Berger, deutscher Jurist (* 1657)

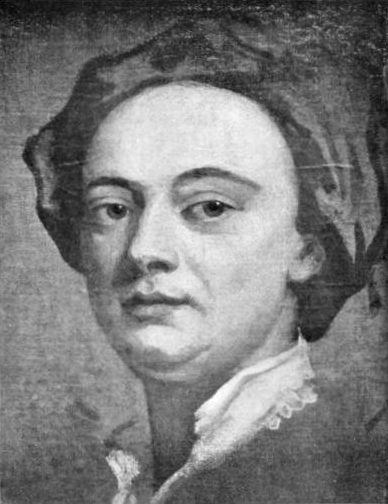
John Gay

- 04. Dezember: John Gay, englischer Schriftsteller (* 1685)
- 13. Dezember: Christian Heinrich Aschenbrenner, deutscher Komponist und Violinist (* 1654)
- 15. Dezember: Johann Baptist von Garelli, Leibarzt von drei Kaisern (* 1649)
- 17. Dezember: Josef Johann Adam, Fürst von Liechtenstein (* 1690)
- 17. Dezember: Carlo Archinto, Mailänder Adliger (* 1670)
- 22. Dezember: Johann Peter Münch von Münchenstein-Löwenburg, Schweizer Beamter (* 1663)
- 26. Dezember: Giacomo Amato, sizilianischer Architekt (* 1643)

### Genaues Todesdatum unbekannt
- Andrea Belvedere, italienischer Maler (* 1652)
- Yirmisekiz Mehmed Çelebi, osmanischer Gesandter und Staatsmann (* um 1670)
- Changchub Dorje, 12. Karmapa der Karma-Kagyü-Schule des tibetischen Buddhismus (* 1703)
- Johann Gottfried Frisch, niederbayerischer Bildhauer und Tischler
- Jiang Tingxi, chinesischer Maler und Editor der Enzyklopädie Gujin tushu jicheng (* 1669)